# 38268 Zenkert
38268 Zenkert è un asteroide della fascia principale. Scoperto nel 1999, presenta un'orbita caratterizzata da un semiasse maggiore pari a 2,7519755 UA e da un'eccentricità di 0,0721941, inclinata di 4,89613° rispetto all'eclittica.